# Javi Fuego
Javier 'Javi' Fuego Martínez (Pola de Siero, 4 januari 1984) is een Spaans voetballer die bij voorkeur als defensieve middenvelder speelt.

## Clubcarrière
Fuego speelde in de jeugd bij Sporting Gijón. Hij debuteerde op achttienjarige leeftijd in het eerste elftal. Na vijf seizoenen verliet hij zijn jeugdclub voor Levante. Hij bleef er slechts een seizoen omdat de club in financiële nood zat en degradeerde uit de Primera División. In augustus 2008 tekende hij een driejarig contract bij Recreativo Huelva, waar hij twee seizoenen zou blijven. In 2010 trok hij naar Rayo Vallecano en hielp hij de club promoveren naar de Primera División. In drie seizoenen miste hij amper een competitiewedstrijd voor Rayo Vallecano. In januari 2013 werd bekend dat hij zijn aflopende contract niet zou verlengen. Hij tekende een driejarig contract bij Valencia CF, dat inging per 1 juli 2013. Bij Valencia CF ging hij een duo op het middenveld vormen met Éver Banega, als dubbele buffer voor de verdediging.
1 García ·
3 Gómez  ·
4 Kumbulla ·
5 Calero ·
6 Cabrera ·
7 Puado ·
8 Expósito ·
9 Véliz ·
10 Lozano ·
11 Milla ·
12 Tejero ·
13 Pacheco ·
14 Oliván ·
15 Gragera ·
16 Cheddira ·
17 Carreras ·
18 Aguado ·
19 Sánchez ·
20 Král ·
22 Romero ·
23 El Hilali ·
24 Cardona ·
31 Roca ·
33 Fortuño ·
37 Ünüvar ·
Coach: González